# Loxosceles laeta

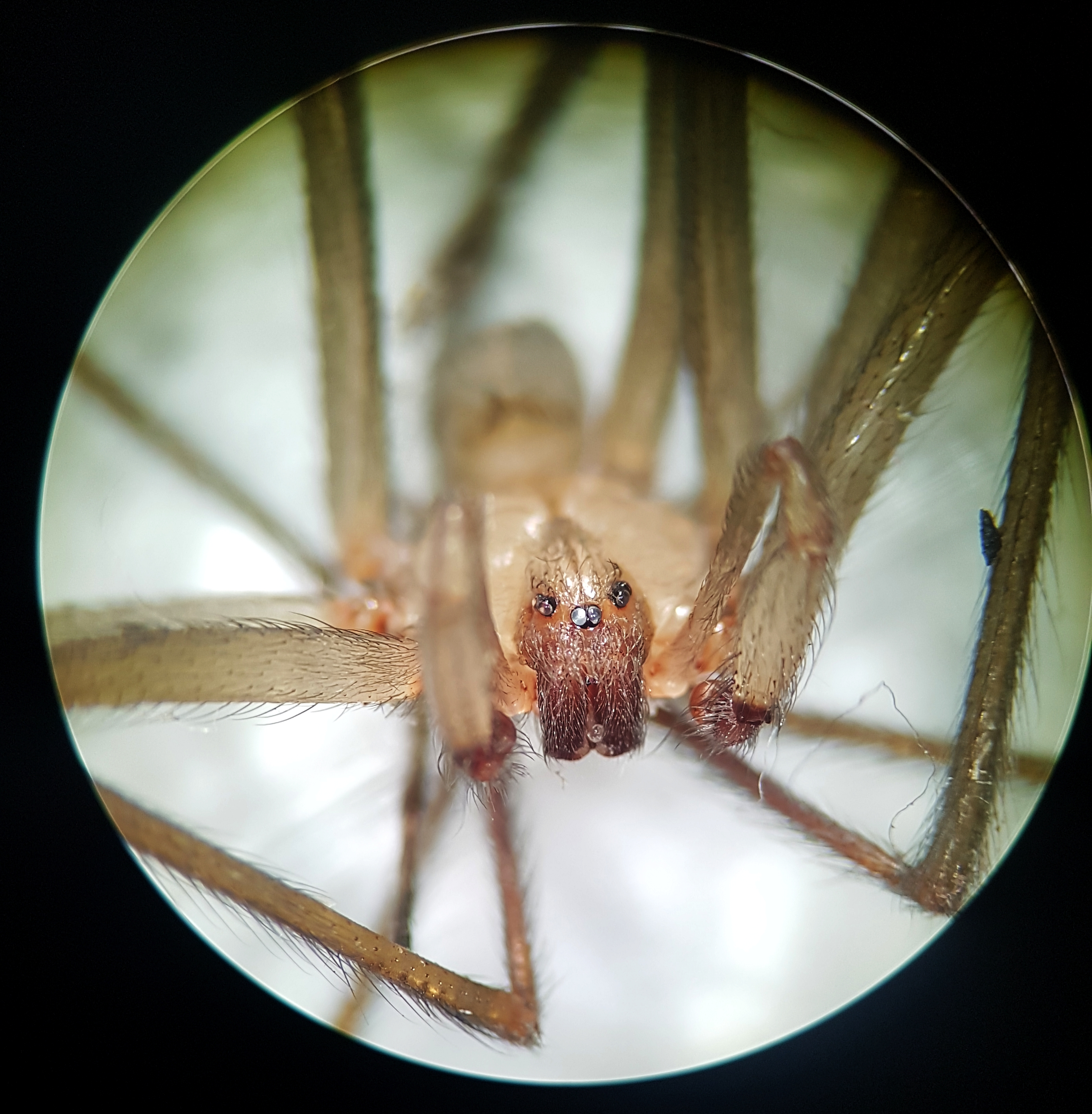
Rostro de Loxosceles laeta mostrando sus tres pares de ojos.

La araña violinista, también llamada reclusa chilena, araña de rincón o araña de los rincones (Loxosceles laeta), es una especie de araña araneomorfa de la familia Sicariidae (antes, de la familia Loxoscelidae) que suele esconderse en grietas y rincones de difícil acceso, de ahí su nombre. Es considerada como la más peligrosa de las arañas del género Loxosceles[cita requerida], ya que su mordedura produce frecuentemente reacciones sistémicas severas e incluso la muerte. El arácnido Sicarius está emparentada con esta araña y, por ende, también se considera peligrosa.

## Distribución y hábitat
Loxosceles laeta es nativa de América del Sur. Es muy común en Chile, Perú, Ecuador, Bolivia, Argentina, Uruguay, Paraguay y el sur de Brasil.
Ha sido introducido en América del Norte y varios países de América Central, pero no prospera naturalmente en estos países. En Estados Unidos, la especie se estableció en la zona de Los Ángeles. También se reportaron infestaciones en Florida y en Vancouver.

## Descripción

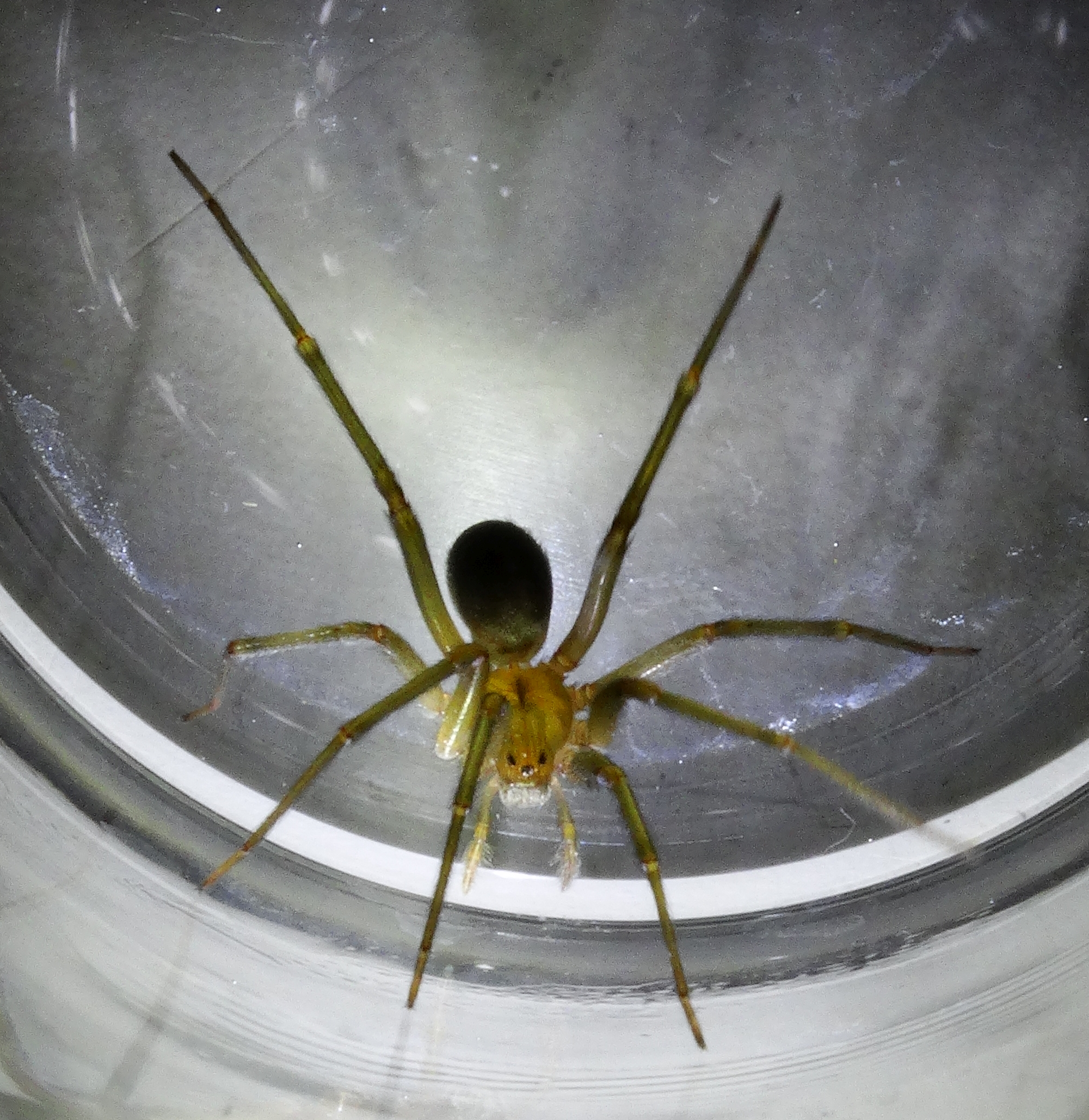
Araña de rincón, mostrando sus 3 pares de ojos, su marca en forma de violín y sus largas patas traseras.

Es una de las mayores especies de Loxosceles; mide generalmente de 8 a 30 mm con las patas extendidas. Como la mayoría de las especies de Loxosceles, es marrón y tiene marcas en el lado dorsal del tórax con una línea negra que parte de ahí con forma de violín, cuyo cuello apunta a la parte posterior de la araña, lo que le da su nombre en áreas de habla inglesa, fiddleback spider («araña espalda de violín»). Cuando el dibujo de violín no es visible se han de examinar los ojos para su correcta identificación. A diferencia de la mayoría de las arañas que tienen 8 ojos, las arañas reclusas tienen 6 ojos organizados en pares (díadas) con un par mediano frontal más grande y 2 pares laterales muy pequeños que le proporcionan una visión de 300º.
Es de contextura más bien gruesa y pilosa. Se mimetiza fácilmente con su medio ambiente gracias a su color negro, pardo, rojizo-verdoso, ceniza-verdoso o ceniza-pardo. La hembra es más grande y de opistosoma más prominente que el macho, siendo la hembra considerada más peligrosa.
Los quelíceros están ubicados en la parte inferior del prosoma y acaban en forma de agujas muy finas de color negro. Capaz de reaccionar rápidamente, esta araña puede correr velozmente en busca de refugio, escabulléndose en rendijas de no más de 5 mm o saltando hasta 10 cm de altura.

## Comportamiento
La araña violinista es principalmente nocturna, viéndose incrementada su actividad en noches veraniegas calurosas y con luna. Es asustadiza y bastante rápida. Si bien es activa durante todo el año, su vitalidad disminuye con la llegada del frío. Por ello sus lugares predilectos durante el día son los rincones oscuros, de los que sale para cazar. Esta especie de araña se esconde en lugares polvorientos y poco aseados como, por ejemplo, bajo los tanques de gas, detrás de cuadros, cornisas, librerías o en los armarios, especialmente con ropa.
Una forma de detectar su presencia es gracias a la existencia de exoesqueletos, dejados por la muda de la araña detrás de cuadros, cornisas, etc. Un solo individuo puede llegar a dejar tres mudas antes de alcanzar su tamaño adulto. Otra manera es mediante su telaraña, que tiene un diseño desordenado e irregular, y generalmente se localiza en perfiles en forma de ángulo recto (esquinas), donde teje una red horizontal en forma de hamaca, corta. De color blanco y algodonosa, es poco efectiva para la caza aérea de insectos.

## Efecto de la mordedura
Dentro del género Loxosceles, esta araña es la que posee mayor distribución en Sudamérica y es la más peligrosa. El cuadro anafiláctico producido por la toxina de la mordedura se llama loxoscelismo.

### Acción del veneno
El veneno de la Loxosceles laeta es potencialmente mortal dependiendo de la relación inóculo-masa del individuo. Su acción es esencialmente proteolítica y necrótica (disuelve los tejidos causando muerte celular). Contiene poderosas enzimas proteolíticas que destruyen todo lo que tenga proteínas, pudiendo ser 15 veces más tóxico que una cobra y 10 veces más potente que la quemadura con ácido sulfúrico. Además, su veneno tiene un alto poder de penetración en el hígado y vías biliares. Su principal componente tóxico es la esfingomielinasa D, que interactúa con las membranas celulares desencadenando una reacción inmunitaria dentro de las primeras 24-48 horas después de la mordedura.

#### Loxoscelismo cutáneo

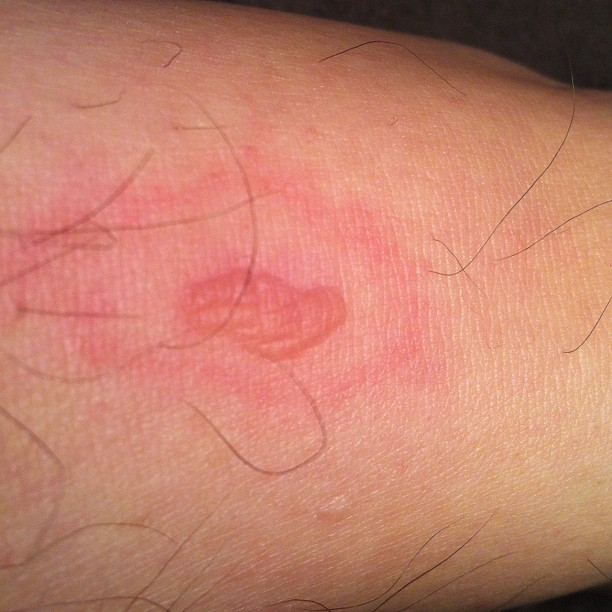
Mordedura por araña de rincón.

La evolución es a una úlcera necrótica o edematosa, que se define en las primeras 24 horas del cuadro y tiene una escasa repercusión sistémica, con fiebre y compromiso del estado general. Al fijarse en la úlcera, el signo evolutivo de lesión de color rojo–blanco-azul es típica del loxoscelismo.
Después de 4-8 horas, el área de la mordedura se siente dolorosa y con prurito, presentando una induración central rodeada por un área pálida de isquemia y una zona de eritema. En general, no existe linfadenopatía regional. La lesión puede desaparecer al cabo de dos o tres días, o bien evolucionar a la fase más grave. Las complicaciones son: celulitis, linfangitis, lesiones cutáneas similares a pioderma gangrenoso.

#### Loxoscelismo visceral
La complicación más seria del loxoscelismo es el shock anafiláctico, con un 32% de mortalidad, se da entre el 5% y el 20% de los casos, se presenta hematuria, fiebre, anemia hemolítica, leucocitosis, un recuento de plaquetas variable y alteración de la función renal, con hipercalemia y creatinina plasmática elevadas, llevando a la insuficiencia renal aguda oligúrica, de tipo renal- intrínseca debido a que, por la hemólisis, se tapan los túbulos renales con la hemoglobina, causando una necrosis tubular aguda (pudiendo requerir diálisis), esta fase conlleva riesgos vitales.
En formas más serias, la placa es rojiza, de tono violáceo, el eritema es diseminado, el centro de la lesión aparece hemorrágico y necrótico con una ampolla en la parte superior. Evoluciona a una placa livedoide, grande, luego a una úlcera necrótica, que luego de tres semanas se desprende quedando una úlcera limpia que puede alcanzar más de 25 cm de diámetro, para luego terminar en una cicatriz deprimida, en un verdadero cráter necrosado.
El inóculo del veneno no genera ningún tipo de inmunidad a futuro pudiendo ser fatal en una segunda oportunidad en caso de desarrollarse un cuadro de alergia anafiláctica.

### Primeros auxilios
Hay que actuar rápidamente sobre el afectado.
- Aplicar hielo en bolsa sobre la mordedura para frenar la velocidad de reacción.
- Mantener al paciente en reposo y en una posición cómoda. Evitar movimientos innecesarios.
- Controlar su temperatura.
- Aplicar vendaje compresivo con hielo. Soltar de vez en cuando.
- Ante la tumefacción o edema del miembro afectado, elevarlo.
- Si es posible: lavar la zona con agua y jabón.
- No utilizar desinfectantes o antisépticos que coloreen la zona, enmascarándola.
- No se recomienda el sajado de la herida.
- Trasladar a un centro asistencial rápidamente.
- En lo posible (es ideal y de mucha ayuda), capturar el arácnido o restos de él y llevarlos junto con el afectado para su identificación.

### Tratamiento
- Limpieza del área afectada.
- Frío local, elevación y posterior inmovilización laxa de los miembros afectados.
- Para el prurito alérgico ocupar antihistamínicos H1; analgésicos; colchicina (sólo en cutáneos muy graves).
- Corticoides (discutible)
- Dejar que evolucione la placa; la escisión quirúrgica inmediata de la herida puede ser perjudicial. El desbridamiento y el injerto cutáneo sólo se reservan para cuando remiten los signos de inflamación aguda.
- Dependiendo del contexto del incidente y del paciente, se debe considerar la administración de antibióticos y profilaxis antitetánica.
- Estar atento a signos de compromiso sistémico grave (loxoscelismo cutáneo-visceral), evaluar función renal, electrolitos plasmáticos (especialmente el K+), complicaciones cardiovasculares (EPA, arritmias), alteraciones inmunitarias y endocrinas.

### Prevención
La mejor prevención es el aseo riguroso y profundo de aquellas zonas en que regularmente no se consideren como rutina de aseamiento, es recomendable el uso de guantes livianos y de aspiradoras de buena potencia. El uso de venenos piretroides de prolongada acción ayuda a mantenerlas alejadas del lugar de aplicación.
Poner especial atención a detrás de los cuadros, esquinas superiores, elementos de pared, aquellas camas con cajonera y zócalo al suelo, esquinas de armarios y especialmente en los muebles de cocina en el entrezócalo o en la parte superior fuera de la vista. Si su vivienda además cuenta con enredaderas al muro, bambúes, cúmulos de objetos o leña acumulada al suelo desde tiempo es altamente probable la existencia de individuos.
En especial, se recomienda la inspección de la ropa colgada por algún tiempo, revisar principalmente las bastas y bolsillos. Sacudir enérgicamente la ropa a colocarse es una buena medida. Las toallas colgadas detrás de puertas o armarios también deben ser sacudidas enérgicamente antes de usarlas.
Ahora bien, la existencia de presas es un factor que alienta la cantidad de individuos; es muy aconsejable mantener la menor cantidad de moscas u otros insectos voladores dentro del hogar. Disponga los basureros lejos de la vivienda, no atraiga moscas al interior, mantenga a las mascotas defecadoras fuera de la vivienda, baldee y limpie los patios que ellas usan diariamente.
El colocar trampas-pegajosas es otra buena medida; los arácnidos no pueden liberarse y mueren por acción del piretroide impregnado en el adhesivo.
Una forma de eliminar a la población de arañas de rincón es la de introducir la araña tigre (Scytodes globula) a su hábitat. Esta araña es inofensiva para el ser humano, pero esto requiere educación de los habitantes de la casa para no eliminarlas accidentalmente.
Los venenos antiarañas no son 100% efectivos ya que el cuerpo de la araña es semi-aéreo; los mejores venenos son aquellos que puedan ser impregnados en sus patas ya que éstas en su aseo absorberán la sustancia activa como es el caso de venenos a base de piretroides.
La nebulización con piretroides atomizados es aconsejable, pues alcanzan las zonas respiratorias de la araña y logra asfixiarlas.
En Chile, algunos municipios (Puente Alto) ofrecen zoonosis a los hogares infectados con estas arañas y es totalmente gratuito.
En algunos mercados existen pinturas anti-arañas; estas pinturas contienen un piretroide altamente reactivo (desprende calor) que virtualmente "quema" las patas del animal y esta cae al suelo. No las elimina pero previene su ascenso a paredes y techos. Sin embargo, un estudio demuestra que la pintura disponible en el mercado no sirve como repelente de arañas.

## Importancia médica
Como ya se ha indicado, esta araña no es agresiva y muerde generalmente solo cuando es apretada contra la piel humana, tal como al hacer uso de una prenda de vestir. Como todas las arañas de la familia Sicariidae, el veneno de la reclusa chilena contiene el agente dermonecrótico esfingomielinasa D, que se encuentra de otra manera solamente en pocas bacterias patógenas como la bacteria asesina. Según un estudio, el veneno de la reclusa chilena (junto con la araña arenera de seis ojos) contiene un orden de magnitud más de esta sustancia que hacen las otras arañas Sicariidae, tal como la araña reclusa parda.[cita requerida]
Algunos mordiscos son menores sin ninguna necrosis, pero una parte pequeña producen lesiones dermonecróticas severas (loxoscelismo cutáneo) o incluso condiciones sistémicas (loxoscelismo víscerocutáneo), a veces resultando en anomalía renal y 3-4% de casos en un estudio clínico reciente en Chile, en muerte.
Las picaduras serias forman una úlcera necrotizante que destruye el tejido suave y puede llevar meses en sanar, dejando cicatrices profundas. El tejido dañado se volverá gangrenoso. Al principio puede no haber ningún dolor de una picadura, pero con el transcurso del tiempo la herida puede ponerse tan grande como 25 centímetros en casos extremos. Los mordiscos pueden tardar hasta siete horas en causar daño visible; los efectos sistémicos más serios pueden encontrarse antes de este momento. Se han informado muertes por la especie sudamericana relacionada Loxosceles intermedia. Se cree ahora que una condición médica antigua conocida por viajeros y residentes en Chile, la mancha gangrenosa de Chile, es causada por mordiscos de araña de rincón.
Los primeros auxilios implican la aplicación de un paquete de hielo para controlar la inflamación; la aplicación de Aloe vera apacigua y ayuda a controlar el dolor, siendo conveniente acudir al médico pronto. Si se puede capturar fácilmente, se debería traer la araña con el paciente en un frasco transparente, fuertemente cerrado, de modo que la puedan identificar.

## Otras especies
En Norteamérica existe otra especie llamada ermitaña marrón (Loxosceles reclusa), que es algo menor que su prima sudamericana. El mayor número de casos se deben al macho más que a la hembra (que es mucho mayor), y la mordedura venenosa causa gran dolor e irritación pero no proteolítica como la Loxosceles laeta.  La ermitaña marrón habita entre piedras, cúmulos de maderas o leña y su aspecto es más bien pequeño, de color café muy claro. Es muy temida por la sintomatología dolorosa que genera.
La ya mencionada araña del género Sicariidae, de mayor tamaño y poder de mimetización, está presente en los bordes costeros y terrenos sueltos. Su mordedura se considera muy venenosa; sin embargo, los casos son muy raros.